# Jean Costil
Pour les articles homonymes, voir Costil.
Jean Costil, né le 18 juin 1942 à Paris et mort le 16 décembre 2020 à Castelnau-le-Lez, est un pasteur français, initiateur en 1983 avec Christian Delorme de la marche pour l'égalité et contre le racisme.

## Biographie
Jean Costil est le fils de Maurice Costil, résistant et pasteur, et d'Yvonne Krüger, assistante sociale scolaire et petite-fille de Paul Doumergue. En 1970, il obtient sa licence à la faculté de théologie protestante de l'université de Genève. De 1970 à 1979, est pasteur de l'Église réformée de France à Anduze (Grand temple d'Anduze), dans les Cévennes. 
De 1979 à 2007, il est délégué régional de la Cimade à Lyon. Il mène, avec Christian Delorme et Hamid Boukhrouma, une grève de la faim du 2 au 30 avril 1981, pour protester contre la « double peine », expérience dont il témoigne la même année au synode de Viviers. Cette mesure qui permet l'expulsion d'immigrés qui ont auparavant purgé une peine de prison pour le délit qui leur a valu une condamnation. 
Il est surtout connu pour l'organisation de la Marche pour l'égalité et contre le racisme de 1983, appelée aussi « marche des beurs », qui commence à Marseille le 15 octobre 1983 et arrive à Paris, accompagnée de 100 000 personnes le 3 décembre. Une délégation de marcheurs est reçue par le président François Mitterrand. Cette marche revendique un titre de séjour et permis de travail de dix ans et le droit de vote aux élections pour les étrangers, cette dernière demande n'étant pas acceptée. Dénonçant en 1984 une « France frileuse et un peu raciste », Jean Costil est à deux reprises président de l'association Forum réfugiés qui crée un programme emploi et logement, soutenu par l'Europe et qui permet de reloger 3 000 personnes dans la région de Lyon,. Il est co-signataire, en juillet 2000, d'une tribune intitulée « Double peine : la France qui bannit », publiée dans Le Monde.
Il prend sa retraite et devient collaborateur du Contrôleur général des prisons. Retiré à Aimargues, dans le Gard, en 2014, il s'y investit auprès des personnes âgées dans le mouvement Monalisa. Il meurt le 16 décembre 2020 à Montpellier, et est inhumé à Aimargues le 22 décembre,.

## Distinction
- Chevalier de la Légion d'honneur[4],[15]